# Gerichtsbezirk Kirchbach in Steiermark
Der Gerichtsbezirk Kirchbach in Steiermark war ein dem Bezirksgericht Kirchbach in Steiermark unterstehender Gerichtsbezirk im Bundesland Steiermark. Er umfasste Teile des Bezirks Feldbach und wurde 1976 dem politischen Bezirk Feldbach zugeschlagen. 

## Geschichte
Der Gerichtsbezirk Kirchbach in Steiermark wurde durch eine 1849 beschlossene Kundmachung der Landes-Gerichts-Einführungs-Kommission als Gerichtsbezirk Kirchbachgeschaffen. Ursprünglich umfasste er die 21 Gemeinden Aschau, Baumgarten, Frannach, Gloiach, Graftorf, Jagerberg, Kirchbach, Krottendorf, Lichtenegg, Lugitsch, Maggau, Mitterlabill, Petersdorf, Schwarzau, St. Stefan, Trößengraben, Ungerdorf, Unterauersbach, Wetzelsdorf, Zerlach und Ziprein.
Der Gerichtsbezirk Kirchbach bildete im Zuge der Trennung der politischen von der judikativen Verwaltung ab 1868 gemeinsam mit den Gerichtsbezirken Fehring, Fürstenfeld und Feldbach den Bezirk Feldbach.
Die Zusammensetzung des Bezirks Feldbach blieb bis 1938 unverändert. Erst durch die nationalsozialistische Verwaltungsänderungen wurde der Gerichtsbezirk Fürstenfeld vom Bezirk Feldbach abgetrennt und gemeinsam mit Teilen der burgenländischen Bezirke Güssing und Jennersdorf zum Bezirk Fürstenfeld zusammengeschlossen.
Bereits 1945 wurde jedoch das Burgenland wiedererrichtet und die burgenländischen Bezirksteile wieder an das Burgenland abgetreten. Der Bezirk Fürstenfeld blieb jedoch auch weiterhin bestehen, auch wenn er nun lediglich aus dem Gerichtsbezirk Fürstenfeld bestand.
Durch die Umbenennung der Gemeinde Kirchbach in Kirchbach in Steiermark per 1. Juni 1951 erfuhr auch der gleichnamige Gerichtsbezirk eine Namensänderung.
Im Zuge der Zusammenlegung mehrerer Gerichtsbezirke wurden die Gerichtsbezirke Kirchbach in Steiermark und Fehring per 1. Oktober 1976 aufgelöst und mit dem Gerichtsbezirk Feldbach verschmolzen.
Im Zuge der sogenannten Reformpartnerschaft zwischen SPÖ und ÖVP bildet der Gerichtsbezirk bzw. politische Bezirk Feldbach ab 2013 gemeinsam mit dem Gerichtsbezirk bzw. Bezirk Radkersburg den Bezirk Südoststeiermark.

## Gerichtssprengel
Der Gerichtsbezirk Kirchbach in Steiermark umfasste zum Zeitpunkt seiner Auflösung die 14 Gemeinden Aug-Radisch, Baumgarten bei Gnas, Edelstauden, Frannach, Glojach, Jagerberg, Kirchbach in Steiermark, Mitterlabill, Petersdorf II, Pirching am Traubenberg, St. Stefan im Rosental, Schwarzau im Schwarzautal, Unterauersbach und Zerlach.